# Umbilicaria thamnodes
Umbilicaria thamnodes är en lavart som beskrevs av Hue. Umbilicaria thamnodes ingår i släktet Umbilicaria och familjen Umbilicariaceae.   Inga underarter finns listade i Catalogue of Life.